# Haparanda
Haparanda (på finsk og meänkieli Haaparanta) er hovedby i Haparanda kommune i Norrbottens län (Norrbotten). Haparanda er Sveriges østligste by. Navnet, der er en forsvenskning af det finske Haaparanta, betyder ordret "aspestrand".
Byen ligger lige ved grænsen til Finland, og grænser direkte op til den finske by Tornio. En overgang omkring år 2000 kaldte de to byer sig tilsammen for EuroCity, men gik senere over til betegnelserne HaparandaTornio (i Haparanda) hhv. TornioHaparanda (i Tornio). Mellem Haparandas og Tornios bymidter fjerner den svensk-finske grænsen sig fra Torne älvs hovedløb, og følger i stedet et af elvens tidligere biløb. Biløbet har fået karakter af en vig (Stadsviken). En del af vigen er fyldt op og skal bebygges med især erhvervslokaler. Størstedelen af Haparanda by ligger dog længere mod syd, nærmere Torne älvs udmunding i Bottenviken.

## Historie
Tornio var allerede i middelalderen en af Nordkalottens bedst kendte markedspladser. Tornio blev grundlagt i 1621 og udviklede sig til en stor handelsby. Ved fredsaftalen i 1809 efter den finske krig (mellem Sverige og Rusland) mistede Sverige hele Finland, samt en del af det egentlige Sverige gennem en ny grænsedragning langs Torne älv og Muonio älv. Landsbyen Haparanda med syv bondegårde lå på den svenske side af Torne älv, mens Tornio endte på den finske side. Landsbyen havde fordel af sin nære beliggenhed ved Tornio, den nye grænse og dermed også toldstationen. På en af landsbyens bondegårde blev derfor i 1821 grundlagt en köping, der snart fik bylignende bebyggelse, og som i 1842 fik stadsrettigheder. Samtidig opgav staten de frugtesløse forsøg på at anlægge en by vest for Nikkala.
Landsbyen fandtes i lang tid endnu som landsby uden for det egentlige byområde; köpingen/staden var nærmest en ny by. Sprogligt og kulturelt blev byens befolkning anderledes sammensat end i det stort set kun finsktalende opland. Ud over folk fra det omgivende område, slog også mange borgere og håndværkere fra svensktalende områder sig ned i byen, for eksempel fra Nederkalix men også fra andre dele af Sverige samt fra Tornio (som på den tid havde en stor svensktalende befolkning). Derved blev svensk allerede ved midten af 1800-tallet det dominerede sprog i byen.
I begge verdenskrige spillede Haparanda en vigtig rolle i forskellige grænsehandlinger, ikke mindst som modtager af flygtninge. Under første verdenskrig kom der således 65.509 invalide eller syge krigsfanger gennem Haparanda. Nogle af dem døde, og et mindesmærke, Invalidgraven, er opført i byen.
Tornio og Haparanda udviklede sig i efterkrigstiden så småt som søsterbyer. Grænsen mellem byerne er i den senere tid blevet kaldt "verdens fredeligste grænse". Tornio er meget større i både areal og indbyggerantal.
I moderne tid har finner fået et noget stærkere fodfæste i byen, først og fremmest på grund af tilflytning fra Finland og af sverigesfinner fra det sydligere Sverige. Flertallet af Haparandas indbyggere har mindst en forælder, der er født i Finland. Siden 1980'erne har der derfor været en sprogskole med undervisning i finsk og svensk, og samarbejdet med Tornio er blevet mere intensivt og omfattende. Kommunen er desuden en del af det område, hvor finsk og meänkieli har officiel status som minioritetssprog.

## Transport
Den vigtigste vej gennem Haparanda er E4.
Byen har ikke længere persontransport på jernbanen. Haparandabanan er ombygget til godstrafik i 2011. Det har medført en opgradering af jernbanen mellem Boden og Kalix over Morjärv, samt medfører en nybygget jernbane langs kysten fra Kalix til Haparanda. Banestrækningen Kalix-Haparanda bygges til hastigheder på op til 250 km/t, mens resten bevarer sin noget snoede linjeføring og langsommere hastighed.

## Økonomi
Den 8. juni 2005 blev det offentliggjort at IKEA havde valgt at åbne en forretning i Haparanda. Indvielsen fandt sted den 15. november 2006. Det er verdens nordligste IKEA-forretning, og Sveriges sekstende IKEA. Da Haparanda er grænseby og ofte omtales som søsterby til Tornio, har forretningen fået navnet IKEA Haparanda-Tornio, og kalder sig "verdens mest internationale IKEA". Sammen med andre kommende virksomhedsetableringer forventer man, at Haparandas andel af erhvervslivet på Nordkalotten vil blive kraftigt forøget.
Foruden den 24.500 kvadratmeter store IKEA-forretning, planlægges et indkøbscenter på 100.000 kvadratmeter, som skal ligge på både svensk og finsk side af grænsen, dækkende et område inden for en radius af 140 kilometer, hvilket dækker næsten en halv million mennesker. Forøges området til en radius på 300 kilometer, dækkes omkring en million mennesker. IKEAs bestyrelse ville egentlig ikke etablere forretningen i området, da de normalt regner med at der skal bo 300.000 mennesker indenfor en radius på 100 kilometer, og de større byer Luleå, Boden, Rovaniemi og Oulu ligger alle 120-140 kilometer væk, desuden giver det dyrere transporter. Folk i området er dog vant til lange afstande, og til sidst traf Ingvar Kamprad personligt beslutningen om IKEA-forretningens placering.

## Galleri
- Haparanda jernbanestation